# アーンドラ・プラデーシュ急行

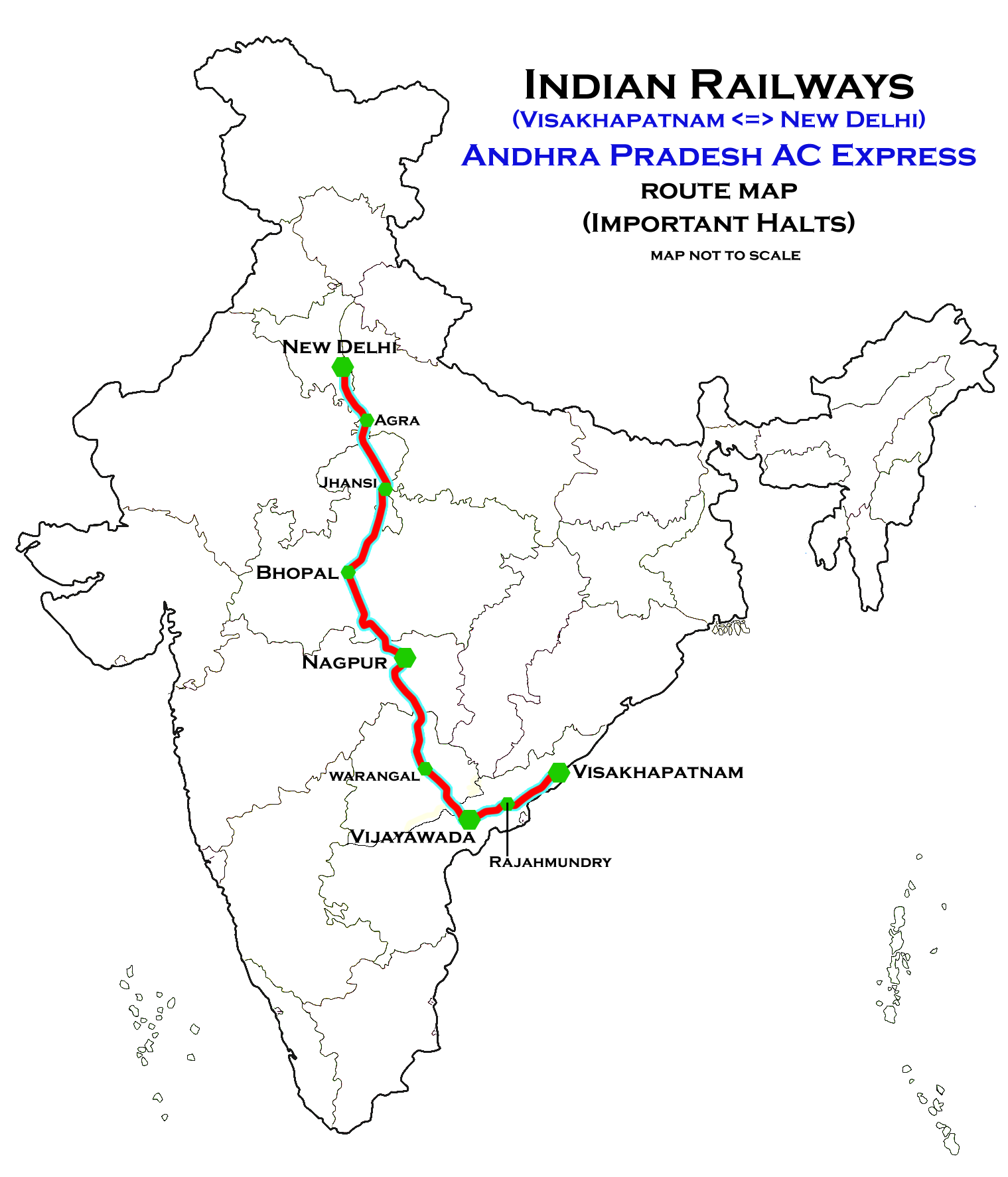
路線図

アーンドラ・プラデーシュ急行（英語: Andhra Pradesh Express）は、インド鉄道が運営する急行列車。2015年から営業運転を開始した。

## 概要
インドの首都・ニューデリーのニューデリー駅とアーンドラ・プラデーシュ州の都市・ヴィシャーカパトナムのヴィシャーカパトナム駅を結ぶ急行列車。両都市間の利便性を図るため2015年8月12日から営業運転を開始した。当初は編成内の全旅客車両に冷房が設置されていた事から「アーンドラ・プラデーシュAC急行（Andhra Pradesh AC Express）」とも呼ばれていたが、2020年1月以降は非冷房寝台車が連結されるようになっている一方、所要時間の短縮が図られている。2024年現在、アーンドラ・プラデーシュ急行の編成は以下の車両で構成されている。
- 冷房1等寝台車：1両
- 冷房2等寝台車：5両
- 冷房3等寝台車：7両
- 非冷房3等寝台車：6両
- 冷房厨房車：1両
- 電源車：2両

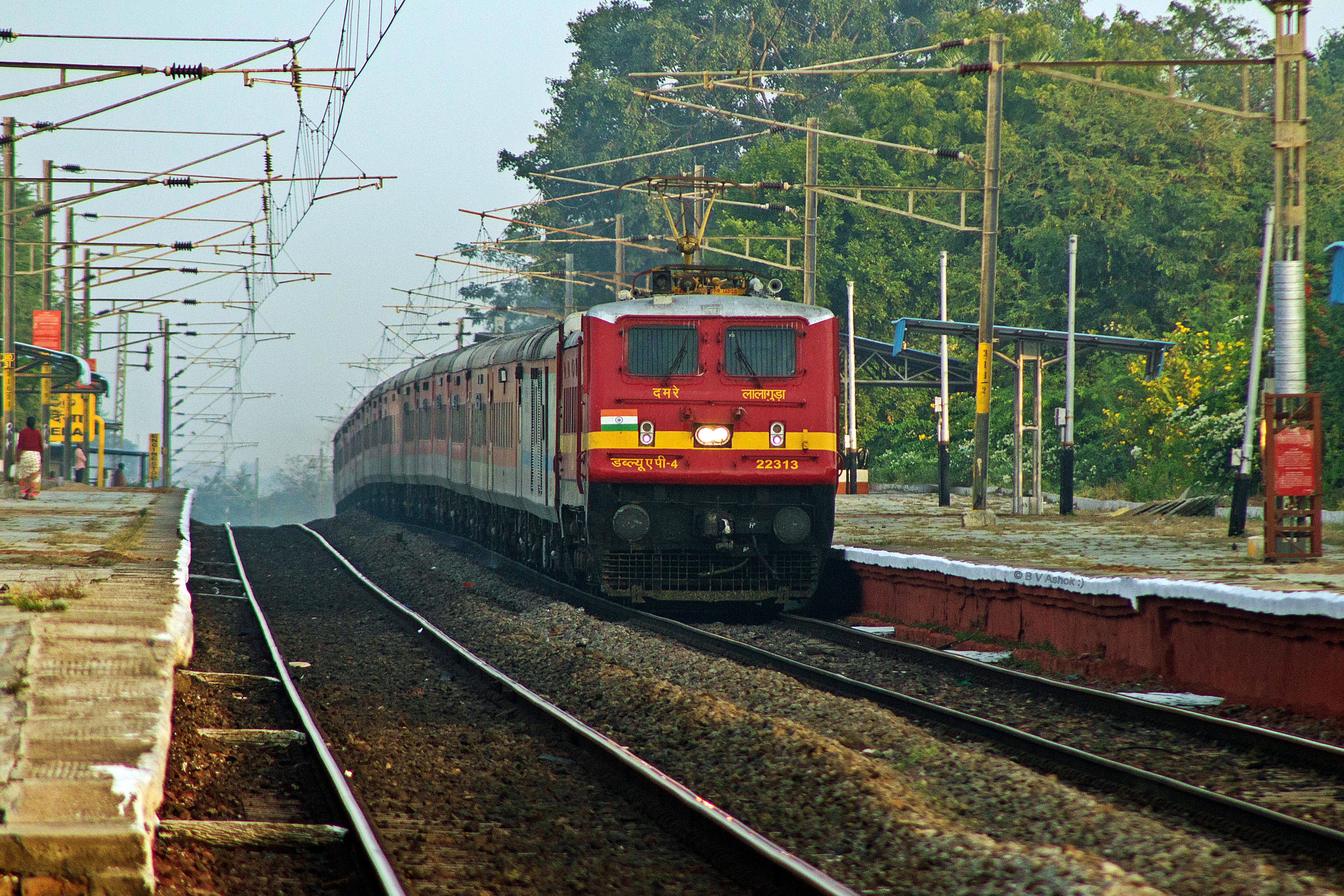
アーンドラ・プラデーシュ急行（2018年撮影）
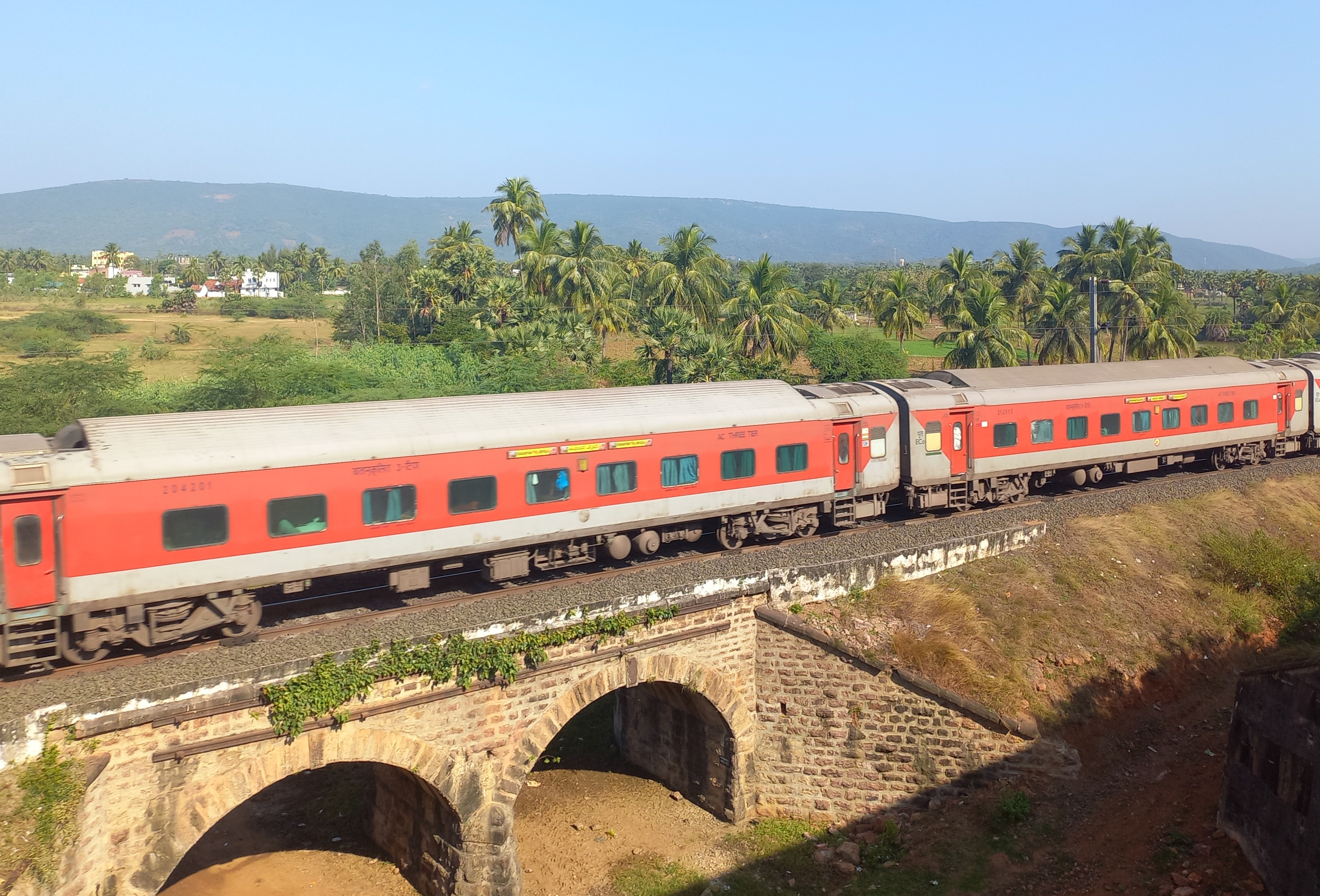
アーンドラ・プラデーシュ急行に使用されるLHB客車（2017年撮影）